# Птерогоніум
Птерогоніум (Pterogonium) — рід мохів, що належать до родини Leucodontaceae.
Види цього роду зустрічаються в Євразії, Африці та Північній Америці.
Види:
- Pterogonium ambiguum Hook.
- Pterogonium apiculatum (Brid.) Schwägr.